# Terrace (Colombie-Britannique)
Pour les articles homonymes, voir Terrace.
Terrace est une ville canadienne du centre-ouest de la Colombie-Britannique . Elle est le chef-lieu administratif et la principale agglomération du district régional de Kitimat-Stikine avec plus de 16 000 habitants. Cette ville de la chaîne Côtière est un carrefour naturel, routier et ferroviaire sur la vallée de la Skeena entre les provinces des Prairies canadiennes et le port de Prince-Rupert. Elle relie en particulier sa voisine Kitimat, avec laquelle elle partage son aéroport, au reste de la province. Fondée en 1927 sur le territoire du peuple Tsimshians,  Terrace se développe d'abord autour de l'industrie du bois avant de se tourner vers une économie de service.

## Situation
Terrace est à l'intersection de deux vallées : la vallée de la Skeena et celle de Kitimat-Kitsumkalum. À vol d'oiseau la ville est à 70 km de l'estuaire de la Skeena et 110 km de l'embouchure de celui-ci sur le Passage Intérieur à proximité de l'Océan Pacifique. 
Terrace est entourée d'une abondante forêt pluviale tempérée dominée par des conifères géants sempervirents: l'Épicéa de Sitka (Picea sitchensis), le Cèdre rouge de l'ouest (Thuja plicata) et la Pruche de l'ouest (Tsuga heterophylla).
À la fin de la période glaciaire, il y a 11 000 ans, la fonte des glaciers à produit, sur leurs fronts, des deltas marins à l'origine des terrasses qui ont donné leurs noms à la ville.

## Transport
La ville est un nœud de communication régional du centre-ouest de la Colombie-Britannique. C'est d'une part une étape sur les voies est-ouest qui relient Prince George à Prince Rupert par la vallée du Skeena : la route transcanadienne 16 (route de Tête Jaune) et le chemin de fer du Grand Tronc Pacifique qui toutes deux franchissent le fleuve à hauteur de la ville. D'autre part, vers le sud une bifurcation de la route et du chemin de fer dessert la ville industrielle de Kitimat tandis que vers le nord la route du Nisga'a dessert la basse vallée de la Nass et ses communautés amérindiennes. 
Pour les transports en commun, Terrace bénéficie d'un service de bus urbains et interurbains gérés par BC Transit. La ligne ferroviaire passager de Jasper-Prince Rupert, gérée par Via Rail, dessert la gare de la ville. Enfin, Terrace dispose d'un aéroport (Aéroport régional du Nord-Ouest Terrace-Kitimat, en anglais : Northwest Régional Airport Kitimat Terrace) qui la relie par des lignes régulières à Vancouver, Prince George et Calgary.
Le fret ferroviaire est assuré par la compagnie du Canadien National, depuis, et en direction de Prince Rupert, Kitimat et Prince George.

## Administration

### Municipalité
La ville a le statut municipal de cité (City). Son territoire municipal s'étend sur 59,45 km². Le conseil municipal est composé de sept membres, comprenant un maire et six conseillers, élus pour 4 ans. Le conseil désigne deux des douze directeurs du directoire du district régional de Kitimat-Stikine qui siège à Terrace. Celui-ci y dispose de 6 voix sur 26. La municipalité fait partie d'une agglomération qui inclut Thornhill, simple aire électorale du district régional, et Kitsumkalum, une réserve indienne.
| 1981-1985         | 1985-2008,   | 2008-2014,        | 2014-2022,    | 2022-2026   |
| ----------------- | ------------ | ----------------- | ------------- | ----------- |
| Helmut Giesbrecht | Jack Talstra | David Pernarowski | Carol Leclerc | Sean Bujtas |

### Éducation
Les écoles primaires et secondaires de Terrace dépendent de deux districts scolaires publics : le district scolaire anglophone 82 Coast Mountains et le conseil scolaire francophone 93 auxquels s'ajoutent des établissements privés. Les localités voisines de Thornhill et de Kitsumkalum disposent aussi d'écoles.
Quatre écoles primaires (niveaux M à 6) dépendent du district 82 : Cassie Hall, Uplands, Suwilaawks Community et Mountainview. Cette dernière école dispense un enseignement entièrement en immersion en langue française. À cela, s'ajoutent trois écoles secondaires : Skeena Middle (niveaux 7 à 9), Caledonia Secondary (niveaux 10 à 12) et Parkside Secondary (en alternance). Le district scolaire 93 francophone gère l'école Jack-Cook (niveaux M à 7).
À côté de ce système public, existe quatre écoles privées : Centennial Christian et Moutainview Christian Academy (niveaux M à 12) ainsi que Spring Creek Adventist Christian et Veritas Catholic (niveaux M à 9).
Deux établissements offrent des formations post-secondaires : le collège Coast Mountain et un campus détaché de l'université du nord de la Colombie-Britannique : UNBC Northwest.

### Justice et police
Terrace est le siège permanent d'un tribunal provincial (Provincial Court) et d'un tribunal supérieur (Supreme Court). Son tribunal provincial dessert en itinérance Dease Lake, Kitimat, New Aiyansh, Stewart et Fort Nelson,,. La gendarmerie royale du Canada dispose d'un détachement à Terrace qui couvre en outre Thornhill, Rosswood, Kitsumkalum, Kitselas, Old et New Remo, Lac-Lakelse ainsi que Usk.

## Démographie
La population s'établit autour de 12 000 habitants depuis les années 1990. En 2016, près du quart de ses habitants se déclarent autochtone. Ils appartiennent à la nation Tsimshians, peuple de la côte du nord-ouest du Pacifique. Plus de 70% se déclarent d'origine européenne et près de 7% d'origine asiatique. L'agglomération regroupe 16 337 habitants en 2021. 
| 1991   | 1996   | 2001   | 2006   | 2011   | 2016   | 2021   |
| ------ | ------ | ------ | ------ | ------ | ------ | ------ |
| 11 433 | 12 783 | 12 109 | 11 320 | 11 486 | 11 643 | 12 017 |

## Climat
Le climat de la ville Terrace est océanique et tempéré, classé Cfb dans la classification de Köppen. Les précipitations sont importantes, avec un cumul dépassant les 1,3 m par an, essentiellement sous forme de pluie. En hiver, les épisodes neigeux sont notables représentants plus de 3 m cumulés.
| Mois                                  | jan.      | fév.       | mars       | avril     | mai       | juin      | jui.      | août      | sep.      | oct.       | nov.       | déc.       | année     |
| ------------------------------------- | --------- | ---------- | ---------- | --------- | --------- | --------- | --------- | --------- | --------- | ---------- | ---------- | ---------- | --------- |
| Température minimale moyenne (°C)     | −5        | −3,4       | −1,1       | 1,7       | 5,5       | 9,2       | 11,6      | 11,5      | 8,2       | 3,7        | −1,1       | −4,5       | 3         |
| Température moyenne (°C)              | −3        | −0,9       | 2,4        | 6,3       | 10,6      | 14,2      | 16,5      | 16,3      | 12,1      | 6,4        | 0,7        | −2,6       | 6,6       |
| Température maximale moyenne (°C)     | −1,1      | 1,7        | 5,8        | 10,8      | 15,7      | 19,1      | 21,4      | 21,1      | 16        | 9          | 2,6        | −0,8       | 10,1      |
| Record de froid (°C) date du record   | −30 1950  | −27,2 1947 | −19,4 2003 | −8,3 1966 | −6,7 1948 | −1,1 1939 | 1,7 1917  | −2,8 1919 | −5,6 1926 | −13,9 1933 | −25,3 1985 | −26,7 1964 | −30 1950  |
| Record de chaleur (°C) date du record | 11,1 1918 | 13,9 1934  | 20,8 2016  | 26,7 1934 | 34,6 1983 | 36,5 2004 | 37,3 2009 | 36,7 1927 | 32,8 1951 | 23,3 1936  | 18,9 1914  | 11,3 1980  | 37,3 2009 |
| Ensoleillement (h)                    | 46,8      | 74,1       | 110,7      | 159,3     | 201,3     | 203,3     | 214,4     | 203       | 132,2     | 73,4       | 36,5       | 31,5       | 1 486,5   |
| Précipitations (mm)                   | 173,5     | 110,6      | 92,3       | 73,7      | 56,4      | 50,8      | 52,8      | 61,2      | 111,5     | 190,3      | 187,1      | 180,9      | 1 340,8   |
| dont neige (cm)                       | 88,4      | 51,9       | 34,3       | 8,5       | 0,4       | 0         | 0         | 0         | 0         | 4,8        | 56         | 87,1       | 331,5     |
| Nombre de jours avec précipitations   | 20,6      | 15,3       | 17,5       | 15,4      | 14,8      | 14,7      | 14,1      | 13,4      | 16,6      | 21,8       | 21,9       | 20,9       | 206,8     |
| Humidité relative (%)                 | 79,9      | 72,3       | 63,9       | 54,1      | 50,5      | 51,6      | 53,7      | 55,2      | 65,3      | 78,2       | 84,3       | 83,5       | 66        |
| Nombre de jours avec neige            | 14,6      | 9,7        | 8,9        | 3,2       | 0,4       | 0         | 0         | 0         | 0         | 1,5        | 11,4       | 15,6       | 65,1      |

| Diagramme climatique                                  |              |             |             |             |             |              |              |            |           |              |               |
| J                                                     | F            | M           | A           | M           | J           | J            | A            | S          | O         | N            | D             |
| −1,1−5173,5                                           | 1,7−3,4110,6 | 5,8−1,192,3 | 10,81,773,7 | 15,75,556,4 | 19,19,250,8 | 21,411,652,8 | 21,111,561,2 | 168,2111,5 | 93,7190,3 | 2,6−1,1187,1 | −0,8−4,5180,9 |
| Moyennes : • Temp. maxi et mini °C • Précipitation mm |              |             |             |             |             |              |              |            |           |              |               |

## Histoire
En 1862, la variole a annihilé 80 % de la population Tsimshian. D'autres épidémies ont ravagé leurs communautés pendant plusieurs années.
En 1880, un missionnaire anglican nommé William Duncan, avec un groupe de Tsimshians, a demandé le transfert de la population sur l'Île Annette, sous possession américaine. Après l'approbation, ce groupe a fondé Nouveau Metlakatla en l'Alaska. William Duncan a demandé plus tard le statut de réserve pour la communauté Tsimshian.